# Cantone di Villiers-le-Bel
Il Cantone di Villiers-le-Bel è una divisione amministrativa dell'arrondissement di Sarcelles.
A seguito della riforma complessiva dei cantoni del 2014 è passato da 2 a 7 comuni.

## Composizione
Prima della riforma del 2014 comprendeva i comuni di:
- Arnouville
- Villiers-le-Bel

Dal 2015 comprende i comuni di:
- Bonneuil-en-France
- Bouqueval
- Gonesse
- Roissy-en-France
- Le Thillay
- Vaudherland
- Villiers-le-Bel